# Măgina
Măgina (en húngaro: Muzsnaháza) es una localidad componente del municipio de Aiud, en el transilvano distrito de Alba de Rumanía. Tenía 496 habitantes en 2011.

## Geografía
La localidad se halla en la orilla derecha del río Aiud.

## Historia
En la localidad fue hallada una hacha de época neolítica. Măgina fue fundado en el siglo XIII como un pueblo de knez con permiso del rey Ladislao IV (1272-1290), al igual que otros pueblos rumanos de la zona. 
Se registra su nombre en 1461 como Musnahaza, en 1505 como Mwrsynahaza, en 1620 como Musina, Mussendorf, Musná, en 1733 como Messena, en 1888 como Muzsina y en 1913 como Muzsnaháza, bajo dominio húngaro. 
En 1910, de 843 habitantes, 12 eran húngaros y 829 rumanos. De estos, 136 eran católicos griegos, 7 reformados y 692 ortodoxos.
Antes del tratado de Trianón pertenecía al condado de Alsó-Fehér.

## Patrimonio

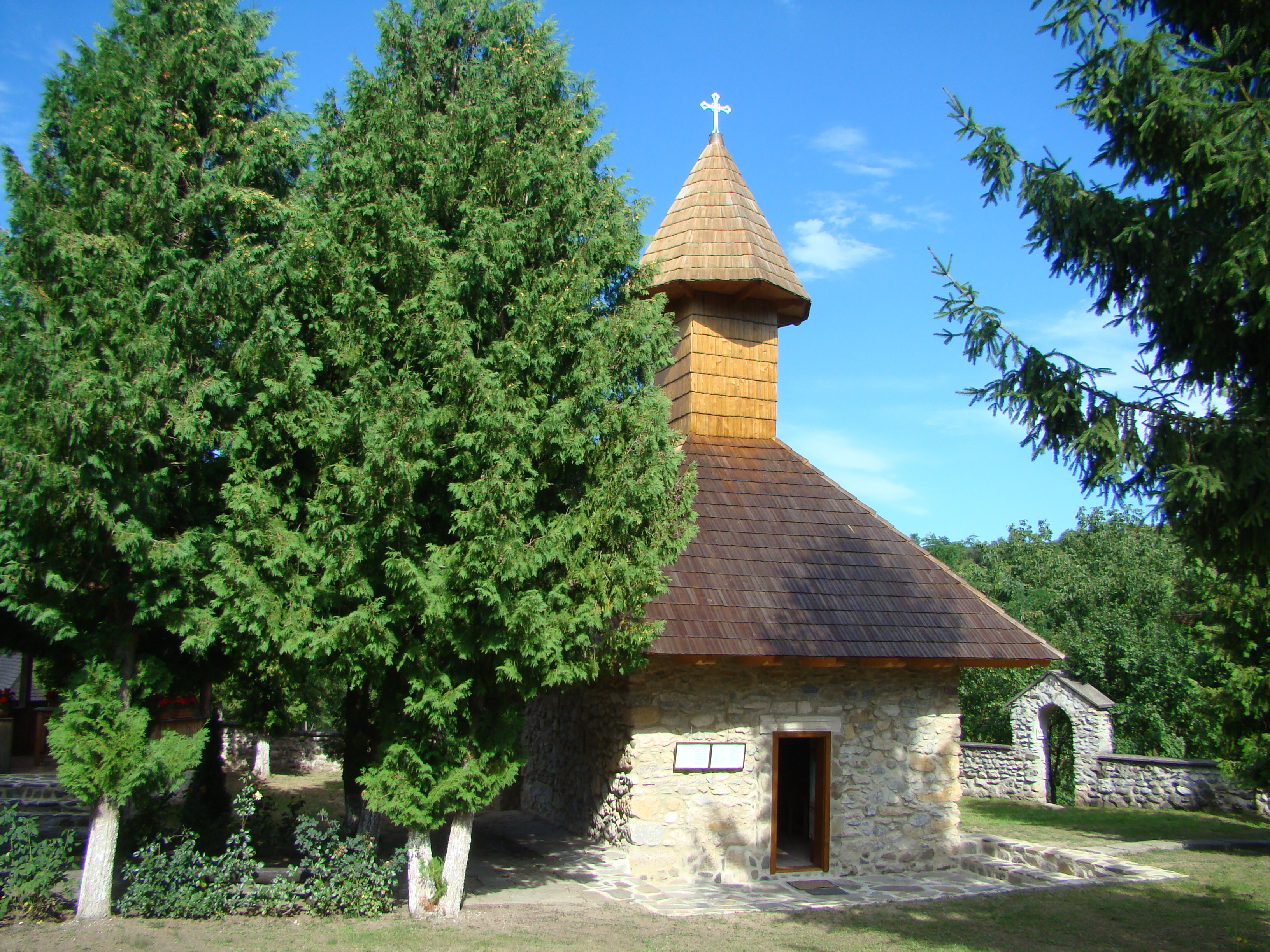
Iglesia de la Santa Trinidad del Monasterio de Măgina.

- Memorial a los caídos en la Primera Guerra Mundial.

### Monasterio de Măgina
En la parte occidental del pueblo existía un monasterio fundado en 1611. Fue abandonado durante el movimiento de Sofronio de Cioara por el único monje que lo habitaba, Sofronie Pavlovici, que regresaría en 1764. 

## Personalidades
- Candin Suciu (1872 - 1958), diputado en la Gran Asamblea Nacional de Alba Iulia de 1918.

## Galería de imágenes

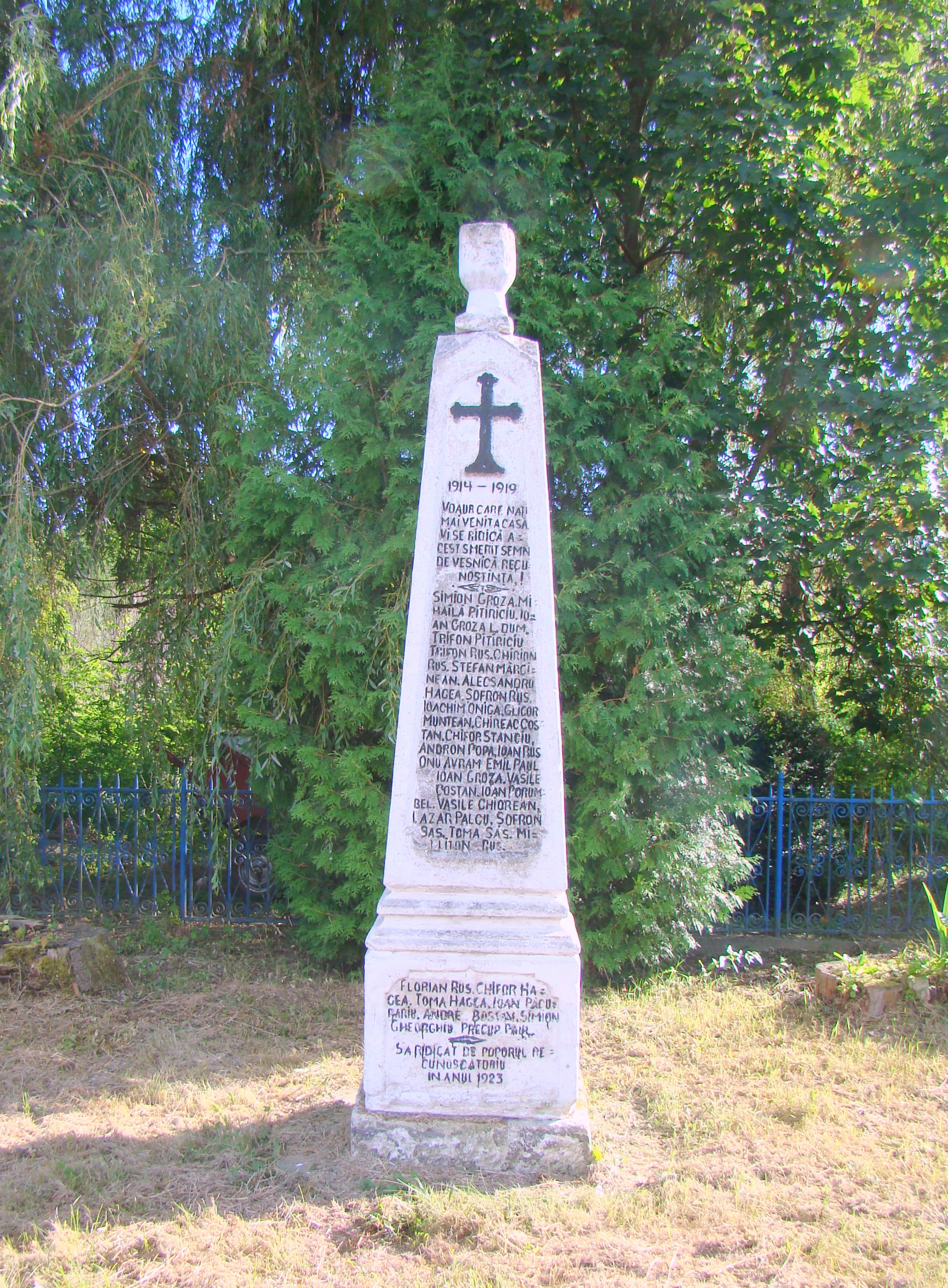
Monumento a los caídos de la Primera Guerra Mundial.
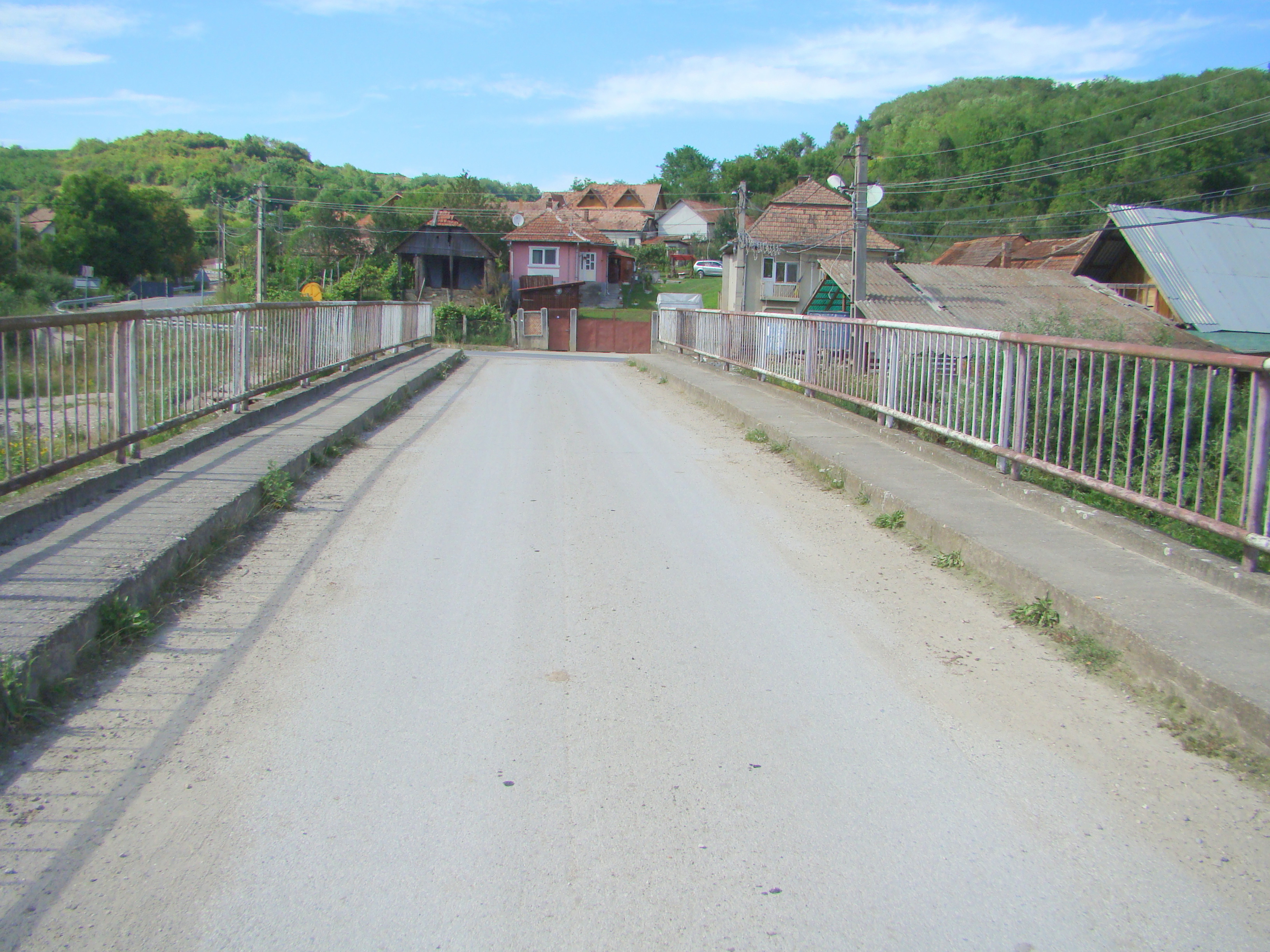
Calle de la localidad.
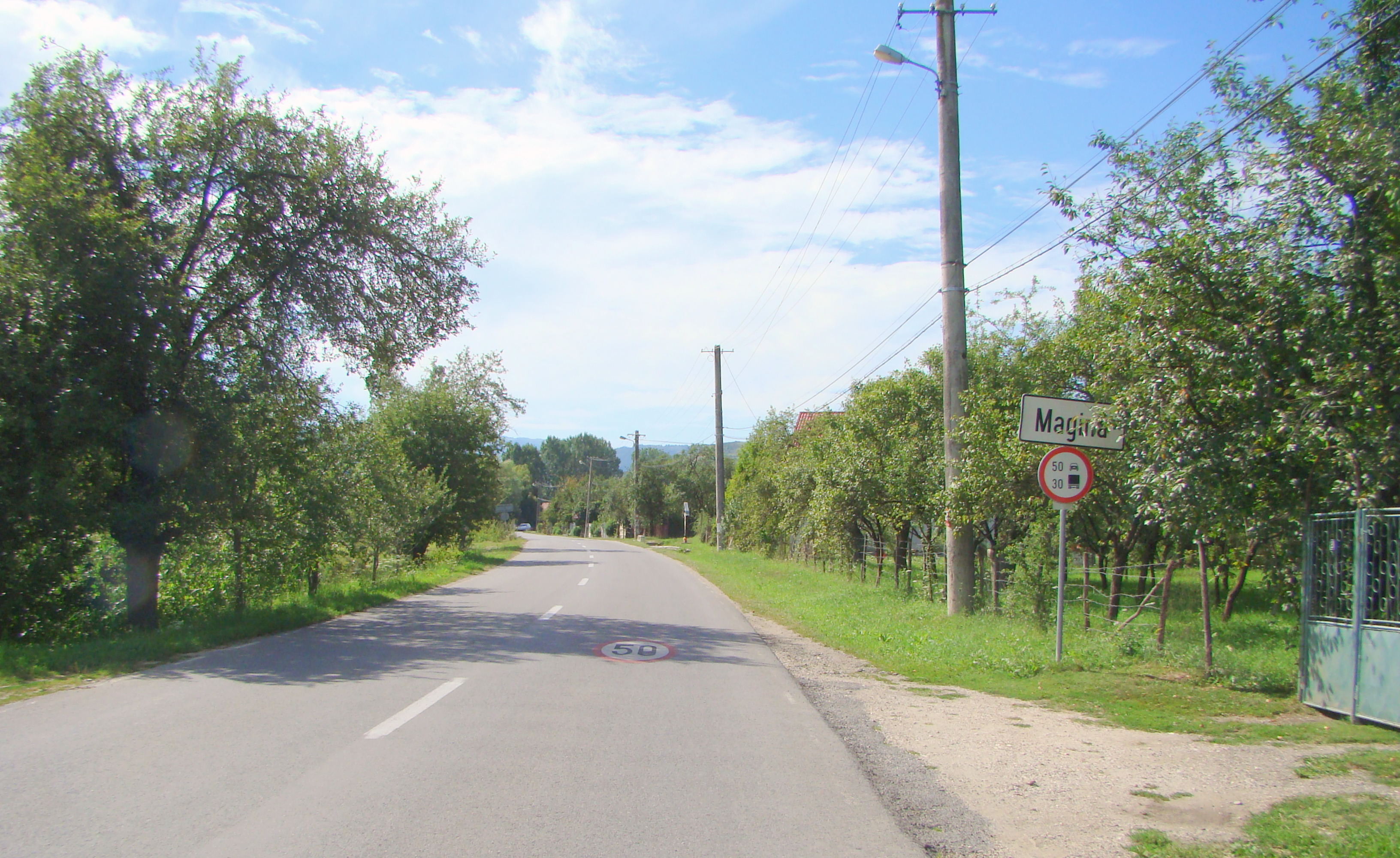
Entrada a la localidad.
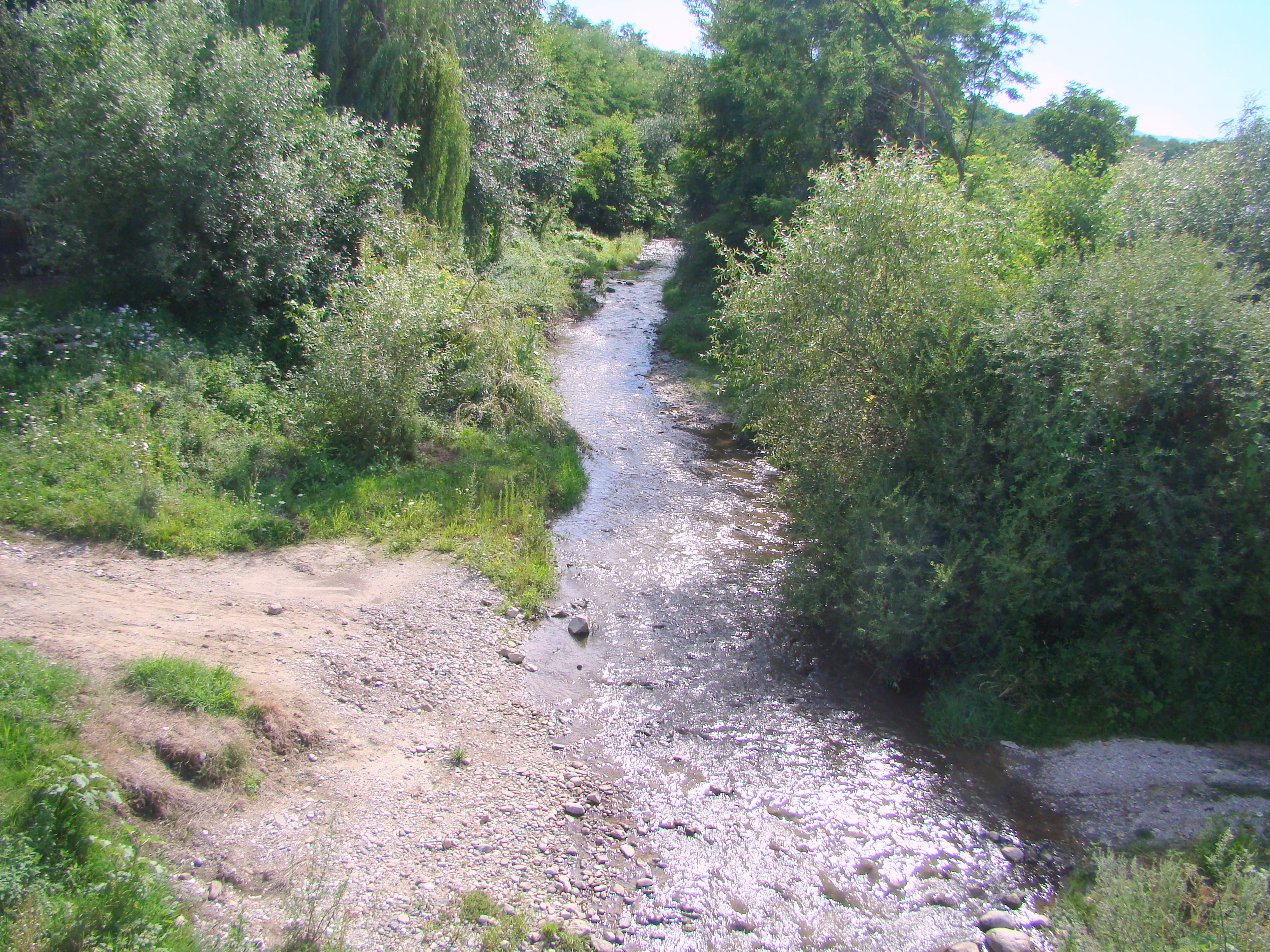
Río Aiud.
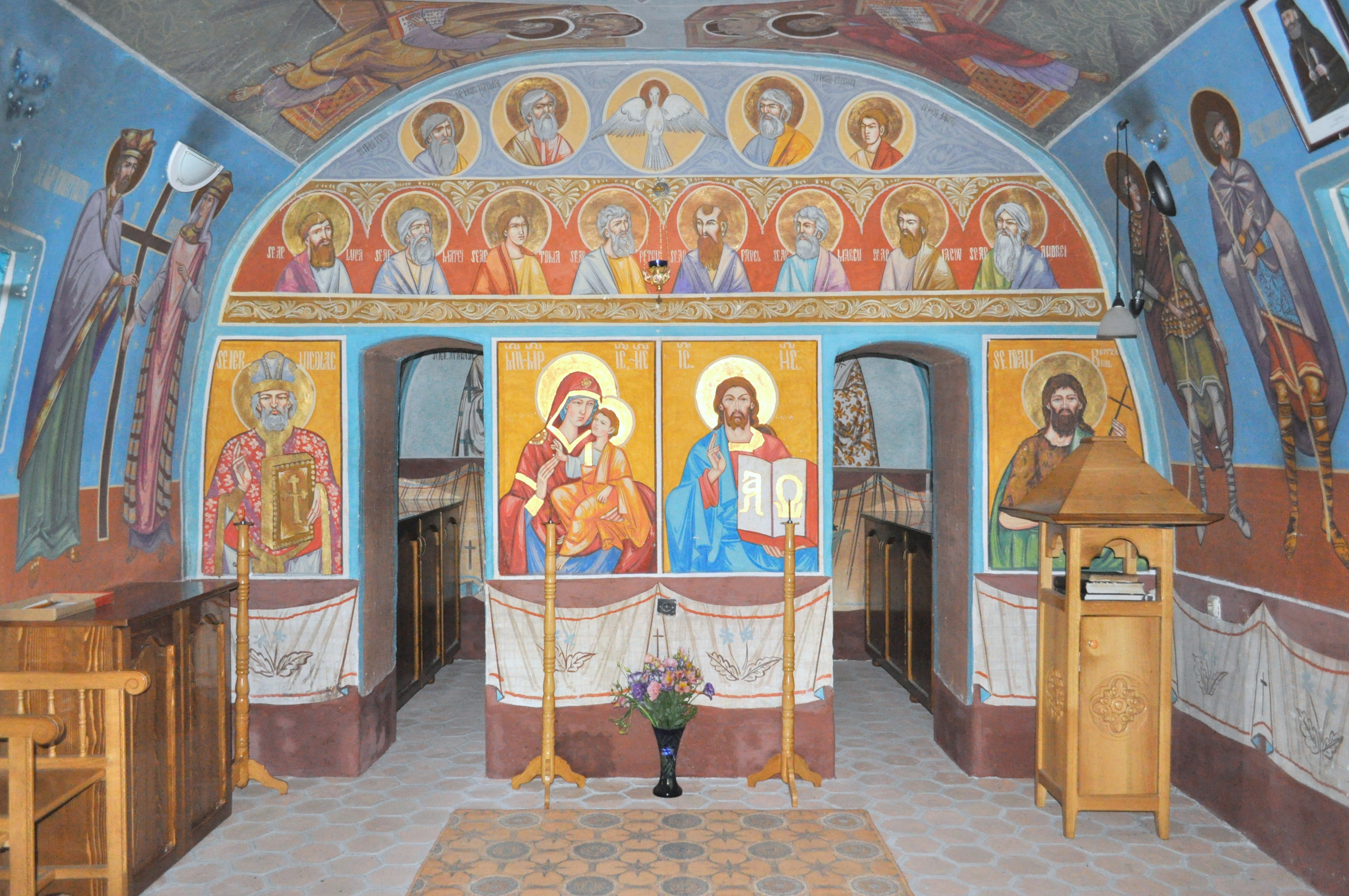
Interior de la iglesia de la Santísima Trinidad del monasterio de Măgina.